# Maurice Culpan
Pour les articles homonymes, voir Culpan.
Maurice Culpan, né en 1918 à Dublin, Irlande et décédé en 1992, est un auteur britannique de roman policier.

## Biographie
Peu après sa naissance en Irlande, ses parents venus du Yorkshire, s’installent en Londres. Pendant la Seconde Guerre mondiale, il sert dans la marine britannique comme chauffeur pendant six ans à bord de frégates et de destroyers. Démobilisé, il devient maître d’école, se marie et à deux enfants.
Il amorce sa courte carrière littéraire en 1965 avec la publication du roman policier Au dauphin vert, le premier d’une série de cinq titres ayant pour héros l’inspecteur en chef Houghton qui a souvent maille à partir avec son supérieur immédiat le superintendant Blake.
Maurice Culpan cesse d’écrire après 1969.

## Œuvre

### Romans

#### SérieInspecteur Houghton
- A Nice Place to Die (1965) Publié en français sous le titre Au dauphin vert, Paris, Librairie des Champs-Élysées, Le Masque no 1035, 1968 ; réédition, Paris, Librairie des Champs-Élysées, Le Club des Masques no 279, 1976
- In a Deadly Vein (1967) Publié en français sous le titre On file à l’anglaise, Paris, Librairie des Champs-Élysées, Le Masque no 988, 1967
- The Minister of Injustice (1968) Publié en français sous le titre Ministère de l’injustice, Paris, Librairie des Champs-Élysées, Le Masque no 1008, 1967
- The Vassiliko Affair (1968)
- Bloody Success (1969)

## Sources
- Jacques Baudou et Jean-Jacques Schleret, Le Vrai Visage du Masque, vol. 1, Paris, Futuropolis, 1984, 476 p. (OCLC 311506692), p. 142-143.